# 康一民
康一民（1918年—1999年8月23日）江西省泰和县人，中国共产党及中华人民共和国官员，中共中央办公厅副主任，中央保密委员会副主任，第六届全国政协委员。

## 生平
1929年参加中国共产党领导的革命，1930年加入中国共产主义青年团，1935年加入中国共产党。历任红三军团通讯员、青年干事，中央军委总司令部机要科译电员，参加了长征。中央红军抵达陕北后，任陕甘宁前敌总司令部机要科译电股股长，后任中央军委机要科译电员。
1937年8月，被派往南京八路军办事处从事机要工作，后迁往武汉八路军办事处，历任股长、组长。1938年8月，奉命到香港的中共秘密机关从事机要和联络工作。1942年后调到八路军重庆办事处从事机要工作。1946年3月调任中共中央书记处办公处机要秘书。1948年6月抵达河北省平山县西柏坡，任中共中央书记处办公处秘书兼周恩来的机要秘书。
中华人民共和国成立后，任中共中央办公厅机要室（中共中央办公厅秘书局的前身）副主任，自1959年至1963年还兼任中直机关党委委员、中南海党总支书记。1961年因在毛泽东专列上按照窃听器遭处分。1965年9月任中国人民银行政治部副主任兼组织部部长。
粉碎“四人帮”后，任中国人民银行行政司副司长。1979年1月，任中共中央办公厅秘书局副局长。1980年9月任中共中央办公厅副主任兼中共中央办公厅秘书局局长。1982年4月兼任中央保密委员会副主任。1986年离休。
1999年8月23日，康一民在北京病逝，享年82岁。1999年9月1日下午，遗体火化。